# Жаров Петро Васильович
Петро Васильович Жа́ров (25 травня 1915, Вінниця — 13 лютого 1970, Київ) — український радянський живописець і педагог; член Спілки радянських художників України з 1944 року.

## Біографія
Народився 12 [25] травня 1915 року у місті Вінниці. У 1931—1934 роках навчався у Григорія Світлицького; у 1934—1941 роках — у Київському художньму інституті, був учнем Олексія Шовкуненка. Дипломна робота — картина «Набат (Татарська навала на Русь)».
У 1943—1970 роках викладав у Київській художній школі імені Тараса Шевченка. Серед учнів — Валентина Виродова-Готьє, Галина Городнічева, Олександр Лопухов, Ігор Чамата.
Помер у Києві 13 лютого 1970 року. Похований в Києві на Берковецькому кладовищі.

## Творчість
Працював у галузі станкового живопису. Серед робіт:
- «Набат (Татарська навала на Русь)» (1941);
- «Німецькі ночі в Києві» (1944);
- «Ріг Успенського собору» (1944; Національний музей у Львові);
- «Заборонена зона» (1945);
- «Теплий зимовий день» (1945);
- серія «Лаврські етюди» (1945—1946);
- «Герой Радянського Союзу Сластихін» (1946; Національний музей у Львові);
- «Лавра. Руїни Успенського собору» (1946);
- «У класі» (1947);
- «За „язиком“» (1948);
- «Втеча із заслання Йосипа Сталіна» (1949);
- «Українська ніч» (1950);
- «Осіння пісня. Петро Чайковський» (1958);
- «На рідній землі» (1959);
- «На сполох» (1960—1961);
- «Із клубу» (1963);
- «Після репетиції в клубі» (1968).

Автор панно «Панфіловці», «Парашутний десант», «Партизани в лісі», «Відпочинок партизан» (усі — 1944). Писав ікони, розписував церкви.
Брав участь у республіканських виставках хз 1944 року, всесоюзних — з 1946 року.